# Озе
Озе (фр. Auzet) је насељено место у Француској у региону Прованса-Алпи-Азурна обала, у департману Горњопровансалски Алпи.
По подацима из 2011. године у општини је живело 85 становника, а густина насељености је износила 2,46 становника/km².

## Демографија
| 1962. | 1968. | 1975. | 1982. | 1990. | 2011. |
| ----- | ----- | ----- | ----- | ----- | ----- |
| 111   | 96    | 73    | 67    | 73    | 85    |